# Jerry Lucas
Jerry Ray Lucas (Middletown, Ohio, SAD, 30. ožujka 1940.) je bivši američki košarkaš.
Studirao je na sveučilištu Ohio State, za čiju je momčad igrao. Cincinnati Royalsi su ga 1962. izabrali na draftu.

## Vanjske poveznice
- NBA.com